# Dhamar'ali Dhubyan Yuhargib
Dhamarʾali Dhubyan Yuhargib fou rei de Qataban al segle i dC.
Era germà de Waraw'il Ghaylan Yuhan`im que segurament no tenia fill i el va associar al govern junt amb altres germans. La seva filiació està acreditada per una inscripció descoberta a Tamna; una inscripció mutilada que esmenta un Dhamar'ali Dhubyan es refereix segurament a aquest rei, ja que la grafia és similar. També va encunyar moneda com els seus antecessors immediats. El va succeir el seu fill Yada`'ab Yanuf Yuhan`im.